# Falkenbergtunnel
Der Falkenbergtunnel (oder Tunnel Falkenberg) ist ein 2623 Meter langer Eisenbahntunnel zwischen dem Bahnhof Laufach und dem Haltepunkt Heigenbrücken im Verlauf der Main-Spessart-Bahn. Er wurde von 2014 bis 2016 im Rahmen der Neutrassierung der Spessartrampe mit zwei Tunnelröhren gebaut.

## Lage
Der Tunnel liegt mit rund 280 m ü. NN am Kulminationspunkt der Main-Spessart-Bahn, unterquert den Höhenzug der Eselshöhe und verbindet im Spessart das Lohrtal mit dem Laufachtal. Er liegt südlich des aufgelassenen Schwarzkopftunnels. Die östlichen Tunnelportale befinden sich in Heigenbrücken, neben der Staatsstraße 2317 und im Anschluss an den Bahnsteig des Haltepunkts Heigenbrücken. Westlich endet der Tunnel an der Südflanke des Falkenbergs, der namensgebend für das Bauwerk ist.

## Geschichte
Um den aufwändigen Schiebebetrieb auf der Spessartrampe zu vermeiden und gleichzeitig die Höchstgeschwindigkeit auf dem Streckenabschnitt zu erhöhen, entschied am 28. August 2006 das Bundesverkehrsministerium, den Abschnitt zwischen Laufach und Heigenbrücken komplett neu zu trassieren. Der Beschluss beruhte auf dem Bundesschienenwegeausbaugesetz, das eine Neu- oder Ausbaustrecke für den Abschnitt Hanau–Nantenbach vorsah. Die so umgesetzte Variante sah die Auflassung des Schwarzkopftunnels vor.
Der offizielle Anschlag für den neuen Tunnel fand am 6. März 2014 statt, der symbolische Durchschlag am 4. Dezember 2015. Die Tunnelpatenschaft hatte Gerswid Hermann, die Ehefrau von Joachim Herrmann, damals Bayerischer Staatsminister des Innern, für Bau und Verkehr, übernommen. Die Inbetriebnahme folgte am 19. Juni 2017.

## Konstruktion
Der Tunnel besteht aus zwei nebeneinander liegenden Röhren mit elliptischen Formen und wasserdichter Innenschale, in denen jeweils ein Gleis verläuft. Die zugelassene Höchstgeschwindigkeit ist 150 km/h. Die maximale Überdeckung beträgt 150 Meter. Die ehemalige Bahntrasse wird mit einer Überdeckung von rund 25 Metern gekreuzt. Die Nordröhre ist 2623 Meter und die Südröhre 2619 Meter lang. Sie sind in Abständen von 500 Metern durch insgesamt fünf Querstollen miteinander verbunden. Die Hauptröhren mit einer Querschnittsfläche von je rund 48 Quadratmetern verlaufen weitgehend parallel mit einem Abstand von rund 27 Metern und haben ein nahezu konstantes Gefälle von 11,75 ‰ bis 12,50 ‰ in Richtung Aschaffenburg.
Die Tunnelröhren haben eine Feste Fahrbahn, die von Straßenfahrzeugen, wie Feuerwehr- und Rettungswagen, befahren werden kann. Die Querstollen sind ebenfalls befahrbar und mit selbstschließenden rauchdichten Türen ausgestattet. Unterirdische Löschwasserbehälter befinden sich an den Tunnelportalen. Dort sind auch in unmittelbarer Nähe Rettungsplätze eingerichtet. Die Fluchtwege innerhalb der Röhren sind rund 1,2 Meter breit, rund 2,2 Meter hoch und mit einem Handlauf versehen.

## Bau
Die Bauunternehmen erstellten die beiden Tunnelröhren überwiegend in bergmännischer Bauweise. Dabei wurden die Röhren in Teilquerschnitten ausgebrochen und anschließend durch Spritzbeton gesichert. Sie wurden nahezu parallel und steigend von West nach Ost und die Verbindungsstollen von der nördlichen Röhre aus nachlaufend zum Hauptvortrieb aufgefahren. Die durchörterten Gesteine waren Heigenbrückener Sandstein, Bröckelschiefer und überwiegend unverwitterter bis mäßig verwitterter Diorit. Das Ausbruchvolumen betrug 480.000 Kubikmeter. Etwa 50.000 Kubikmeter wurden zur Verfüllung des Schwarzkopftunnels verwendet. Der Rest wurde auf trassennahen Deponien gelagert.